# Bobby Notkoff
Bobby Notkoff, né le 31 décembre 1940 à New York et mort le 5 octobre 2018 à Santa Fe, est un violoniste du groupe rock The Rockets durant les années 1960 et de Family Lotus pendant les années 1970. Il a été membre du groupe Electric Flag et avec le groupe de Mike Bloomfield et Buddy Miles.
Il vit au Nouveau-Mexique.

## Discographie
- 1967 The Trip [B.O.] - Electric Flag
- 1968 Long Time Comin' - Electric Flag
- 1968 The Rockets (album) - The Rockets
- 1969 Everybody Knows This Is Nowhere - de Neil Young and Crazy Horse.
- 1971 In My Own Time  album - Karen Dalton
- 1972 At Crooked Lake - Crazy Horse
- 1972 For the Roses - Joni Mitchell
- 1978  Crazy Moon - Crazy Horse